# Belleville-sur-Loire
Belleville-sur-Loire is een gemeente in het Franse departement Cher (regio Centre-Val de Loire). De plaats maakt deel uit van het arrondissement Bourges. Belleville-sur-Loire telde op 1 januari 2022 990 inwoners.
In de periode 1980-1987 werd hier de kerncentrale Belleville gebouwd, die nog altijd in bedrijf is.

## Geografie
De oppervlakte van Belleville-sur-Loire bedroeg op 1 januari 2022 11,01 vierkante kilometer; de bevolkingsdichtheid was toen 89,9 inwoners per km².
De onderstaande kaart toont de ligging van Belleville-sur-Loire met de belangrijkste infrastructuur en aangrenzende gemeenten.

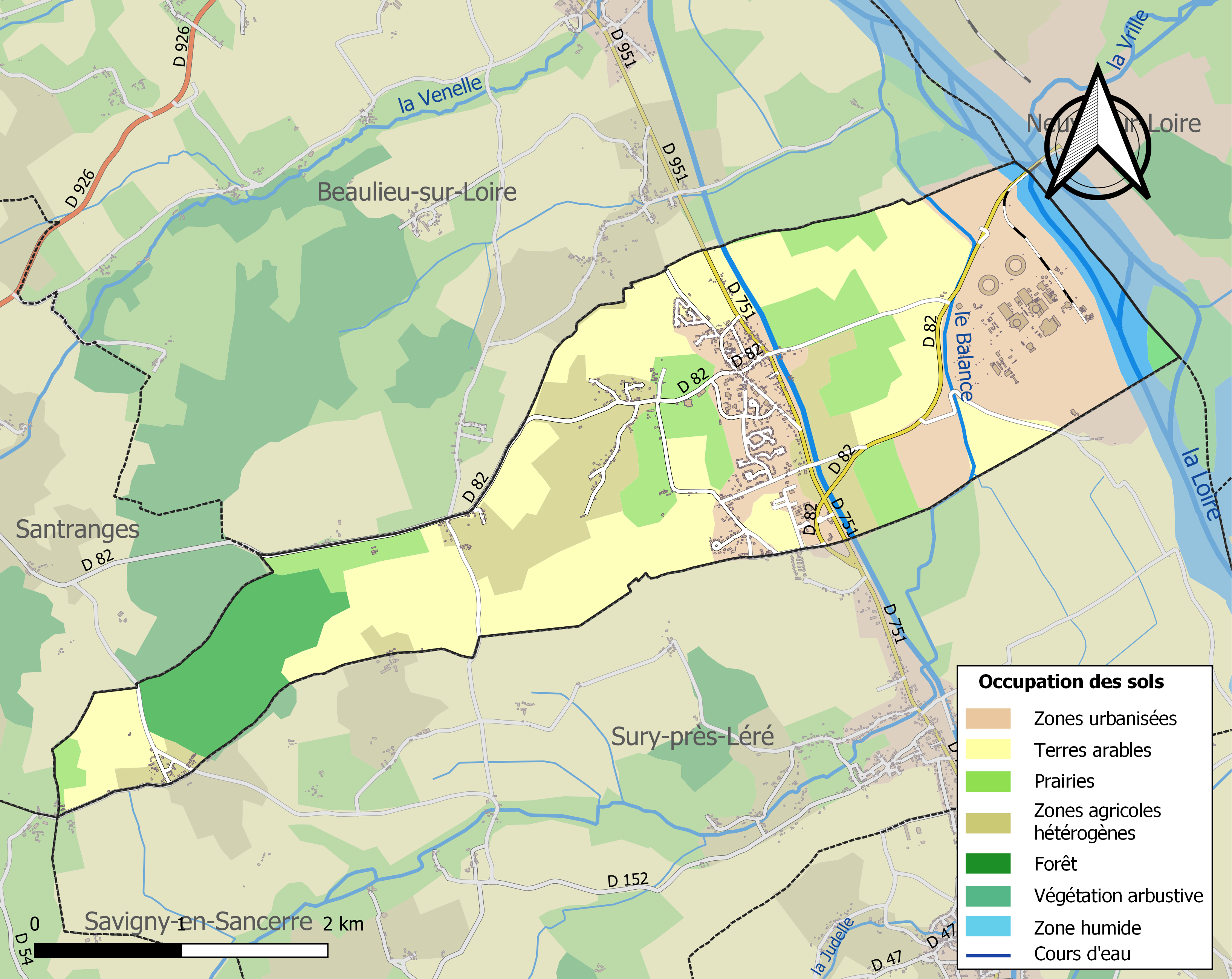

## Demografie
Onderstaande figuur toont het verloop van het inwonertal (bron: INSEE-tellingen).